# Rumjančo Goranov
Rumjančo Goranov Radev (in bulgaro Румянчо Горанов Радев?; Pleven, 17 marzo 1950) è un ex calciatore bulgaro, di ruolo portiere.

## Carriera
Fu eletto calciatore bulgaro dell'anno nel 1978.

## Palmarès

### Individuale
- Calciatore bulgaro dell'anno: 1

1978